# ويليام إي. آدامز (عسكري)
ويليام إي. آدامز (بالإنجليزية: William E. Adams)‏ هو عسكري أمريكي، ولد في 16 يونيو 1939 في كاسبر في الولايات المتحدة، وتوفي في 25 مايو 1971 في كون توم ‏ في فيتنام.